# Летучая Рыба (созвездие)
Лету́чая Ры́ба (лат. Volans, Vol) — созвездие южного полушария неба, лежит между созвездиями Киля и Столовой Горы. Занимает на небе площадь в 141,4 квадратного градуса, содержит 31 звезду, видимую невооружённым глазом. На территории России не наблюдается.

## История
Новое созвездие. Предложено Петером Планциусом в 1598 году, но традиционно приписывается Иоганну Байеру. В 1603 году Байер поместил в своём атласе изображение Летучей Рыбы так, что Золотая Рыба выглядела гонящейся за ней. Позднее астрономы иногда принимали изображение Летучей Рыбы в атласах предшественников за изображение птицы. Так, Иоганн Кеплер называл это созвездие Воробьём (лат. Passer).

## Интересные объекты
Спиральная галактика с перемычкой NGC 2442.